# サグロン・ミス
サグロン・ミス（イタリア語: Sagron Mis）は、イタリア共和国トレンティーノ＝アルト・アディジェ州トレント自治県にある、人口約200人の基礎自治体（コムーネ）。

## 地理

### 位置・広がり
トレント自治県北東部のコムーネで、ヴァッレ・ディ・プリミエーロの最も東に位置する。ヴァッレ・ディ・プリミエーロの中心集落であるフィエーラ・ディ・プリミエーロから東北東へ9km、県都トレントから東北東へ65kmの距離にある。

#### 隣接コムーネ
隣接するコムーネは以下の通り。括弧内のBLはベッルーノ県所属を示す。
- ゴザルド (BL)
- チェジオマッジョーレ (BL)
- プリミエーロ・サン・マルティーノ・ディ・カストロッツァ (トナディーコ、トランサックア)

## 行政

### 分離集落
サグロン・ミスには、以下の分離集落（フラツィオーネ）がある。
- Mis, Sagron (sede comunale), Marcoi, Pante, Vori, Matiuz

### Comunità di valle
トレント自治県が設置した広域行政組織 Comunità di valle のひとつ「プリミエーロ」 (it:Comunità di Primiero)  （事務所所在地：旧トナディーコ）に含まれる